# تریلیون
برای دیگر کاربردها، تریلیون (ابهام‌زدایی) را ببینید.
تریلیون عددی با دو تعریف متمایز است:
۱٬۰۰۰٬۰۰۰٬۰۰۰٬۰۰۰، یعنی یک میلیون میلیون یا 10¹² (ده تا توان دوازدهم)، همان‌طور که در مقیاس کوتاه تعریف شده‌است. در حال حاضر این معنی در هر دو انگلیسی آمریکایی و انگلیسی است.

۱٬۰۰۰٬۰۰۰٬۰۰۰٬۰۰۰٬۰۰۰٬۰۰۰, یعنی 10¹⁸ (ده به توان هجده) همان‌طور که در مقیاس طولانی تعریف شده‌است. این یک میلیون برابر بزرگتر از تریلیون مقیاس کوتاه است. این معنای تاریخی در انگلیسی و استفاده فعلی در بسیاری از کشورهای غیر انگلیسی زبان است که در آن تریلیون و میلیارد 10¹² (ده به توان دوازده) تعاریف طولانی خود را حفظ می‌کنند.

## اعداد
تریلیون عددی است برابر با ۱٬۰۰۰٬۰۰۰٬۰۰۰٬۰۰۰ (یک هزار میلیارد) که نماد علمی آن به صورت ۱۰۱۲×۱ نمایش داده می‌شود. همچنین پیشوند آن در دستگاه بین‌المللی یکاها با ترا شناخته می‌شود. به عنوان نمونه یک ترا بایت یعنی یک میلیون میلیون بایت.